# Cuencas costeras e islas entre río Paicaví y límite regional
Las cuencas costeras e islas entre río Paicaví y límite regional son varias cuencas contiguas exorreicas costeras de régimen pluvial ubicadas entre el río Paicaví y el límite regional de Biobío y Araucanía que han sido reunidas en el ítem 089 del inventario de cuencas (BNA) por la Dirección General de Aguas de Chile. En total cubren un área de 1245 km².

El ítem incluye también a la isla Mocha, que no aparece en este mapa.

## Límites y relieve
Este grupo de cuencas naturales limita al norte con las cuencas Lebu-Paicaví, al este con la cuenca del río Imperial y al sur con las cuencas costeras entre límite regional y río Imperial

## Población

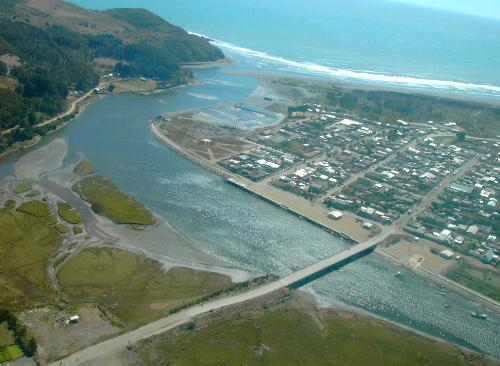
Desembocadura del río Tirúa.

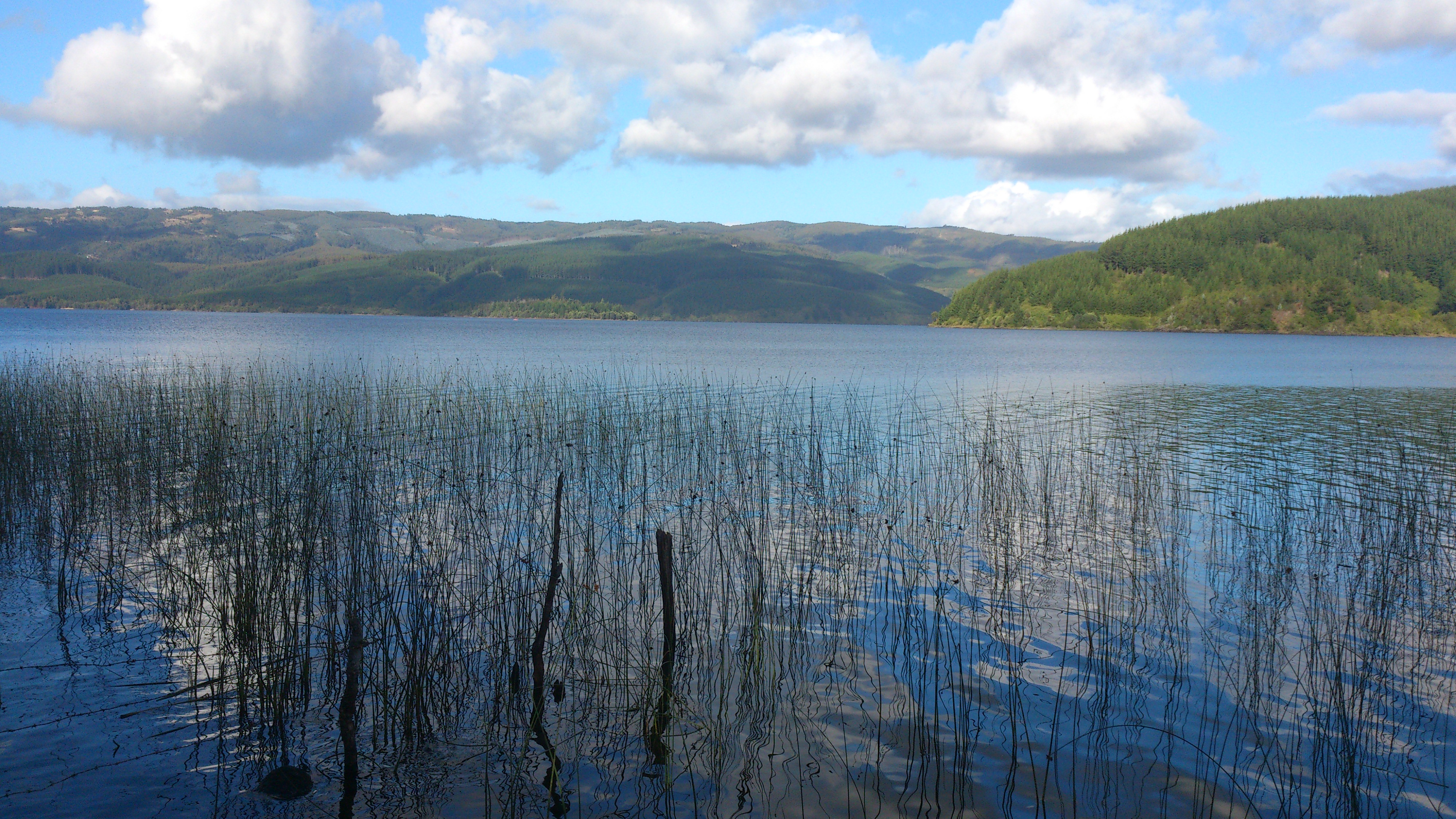
Suaves colinas alrededor del algo Lleulleu.

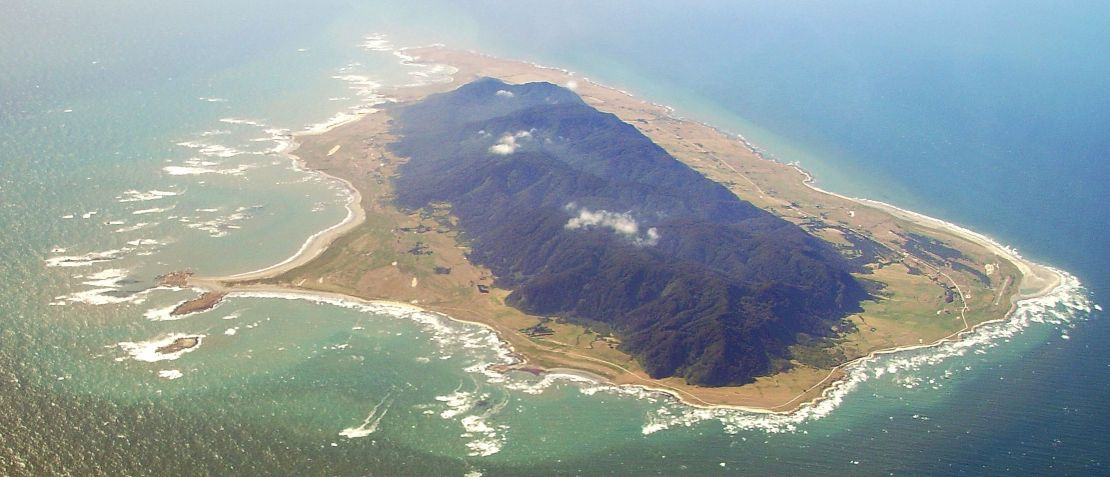
La isla Mocha es parte del ítem de cuencas.

El sistema de información y monitoreo de biodiversidad del Ministerio del Medio Ambiente de Chile señala la siguiente distribución de la superficie de la cuenca entre las comunas (el porcentaje es de la cuenca):
| Región       | Provincia | Comuna   | Hectáreas   | Porcentaje |
| ------------ | --------- | -------- | ----------- | ---------- |
| Biobío       |           |          | 124.489,334 | 89,499%    |
|              | Arauco    |          | 124.489,334 | 89,499%    |
|              |           | Lebu     | 4.926,462   | 3,542%     |
|              |           | Cañete   | 23.909,703  | 17,189%    |
|              |           | Contulmo | 34.550,879  | 24,84%     |
|              |           | Tirúa    | 61.102,291  | 43,928%    |
| La Araucanía |           |          | 14.287,468  | 10,272%    |
|              | Cautín    |          | 12.928,279  | 9,295%     |
|              |           | Carahue  | 12.928,279  | 9,295%     |
|              | Malleco   |          | 1.359,189   | 0,977%     |
|              |           | Lumaco   | 1.280,113   | 0,92%      |
|              |           | Purén    | 79,076      | < 0,1%     |

## Subdivisiones
La Dirección General de Aguas subdivide o reúne las cuencas de Chile acorde a las necesidades de estudio y gestión. Existen dos inventarios que han logrado ser aceptados como principales, el del inventario de cuencas del Banco Nacional de Aguas (BNA) de 1978, de mayor uso, y el inventario de cuencas del Departamento de Administración de Recursos Hídricos (DARH) de 2014 de mejor cartografía que ha obligado a redefinir algunos límites, a veces con cambios mayores, pero también por algunas redefiniciones del concepto de subcuenca.
Bajo el BNA el código del ítem es 089 y con el DARH es 0806.
La subdivisión del BNA es como sigue:
| Cuenca                                                          | Subcuenca | Subsubcuenca | Aguas                                                                   | Área drenaje km² | Observaciones |
| --------------------------------------------------------------- | --------- | ------------ | ----------------------------------------------------------------------- | ---------------- | ------------- |
| 089 Costeras e islas entre Río Paicaví y límite regional (mapa) |           |              |                                                                         |                  |               |
| 089                                                             | 0890      | 08900        | Costeras entre Río Paicavi y Río Lleulleu                               | 162              |               |
| 089                                                             | 0891      | 08910        | Río Lleulleu                                                            | 617              |               |
| 089                                                             | 0892      | 08920        | Costeras entre Río Lleulleu y Río Tirúa                                 | 134              |               |
| 089                                                             | 0893      | 08930        | Río Tirúa                                                               | 427              |               |
| 089                                                             | 0894      | 08940        | Isla Mocha                                                              | 52               |               |
| total:                                                          | 5         | 5            | Región: VIII - IX ((90 - 10)%) / Tipo: Exorreica / Desemb.: O. Pacífico | 1392             |               |

La disposición de cuencas en el inventario DARH es la siguiente:
| Código     | Nombre                                           | Código en mapa                     | Tipología de cuenca                | Vertiente de cuenca                | Origen de cuenca                   | Temperatura media anual (C°)       | Temperatura máxima (C°)            | Temperatura mínima (C°)            | Precipitación anual (mm)           | Número de estaciones fluviométricas | Número de estaciones pluviométricas | Área (km²)                         |
| ---------- | ------------------------------------------------ | ---------------------------------- | ---------------------------------- | ---------------------------------- | ---------------------------------- | ---------------------------------- | ---------------------------------- | ---------------------------------- | ---------------------------------- | ----------------------------------- | ----------------------------------- | ---------------------------------- |
| 0806       | Cuenca Costeras entre Lebu y Tirúa               | Cuenca Costeras entre Lebu y Tirúa | Cuenca Costeras entre Lebu y Tirúa | Cuenca Costeras entre Lebu y Tirúa | Cuenca Costeras entre Lebu y Tirúa | Cuenca Costeras entre Lebu y Tirúa | Cuenca Costeras entre Lebu y Tirúa | Cuenca Costeras entre Lebu y Tirúa | Cuenca Costeras entre Lebu y Tirúa | Cuenca Costeras entre Lebu y Tirúa  | Cuenca Costeras entre Lebu y Tirúa  | Cuenca Costeras entre Lebu y Tirúa |
| 080600     | Costeras entre Río Lebu y Estero Ranquilco       | 0                                  | Exorreica                          | Pacífico                           | Pluvial                            | 12.3                               | 23.3                               | 4.7                                | 1563.2                             | 0                                   | 0                                   | 207.9                              |
| 080601     | Costeras entre Estero Ranquilco y Estero Lloncao | 0                                  | Exorreica                          | Pacífico                           | Pluvial                            | 12.5                               | 23.9                               | 4.6                                | 1618.8                             | 0                                   | 0                                   | 278.4                              |
| 08060200   | Río Paicavi entre Río Peleco y Desembocadura     | 74                                 | Exorreica                          | Pacífico                           | Pluvial                            | 12.8                               | 24.6                               | 4.7                                | 1610.1                             | 1                                   | 0                                   | 135.6                              |
| 0806020000 | Río Tucapel                                      | 75                                 | Exorreica                          | Pacífico                           | Pluvial                            | 10.4                               | 22.3                               | 2.6                                | 1608.0                             | 2                                   | 0                                   | 268.5                              |
| 0806020001 | Río Leiva                                        | 76                                 | Exorreica                          | Pacífico                           | Pluvial                            | 9.4                                | 21.6                               | 1.5                                | 1585.6                             | 4                                   | 2                                   | 426.8                              |
| 0806020002 | Río Lanalhue                                     | 77                                 | Exorreica                          | Pacífico                           | Pluvial                            | 11.0                               | 23.3                               | 3.0                                | 1607.4                             | 3                                   | 1                                   | 377.1                              |
| 080603     | Costeras entre Río Paicavi y Río Lleulleu        | 0                                  | Exorreica                          | Pacífico                           | Pluvial                            | 12.1                               | 24.0                               | 4.1                                | 1602.0                             | 0                                   | 0                                   | 163.4                              |
| 080604     | Río Lleulleu                                     | 0                                  | Exorreica                          | Pacífico                           | Pluvial                            | 11.3                               | 23.5                               | 3.3                                | 1487.5                             | 1                                   | 0                                   | 629.6                              |
| 080605     | Costeras entre Rio Lleulleu y Rio Tirúa          | 0                                  | Exorreica                          | Pacífico                           | Pluvial                            | 12.2                               | 23.8                               | 4.3                                | 1439.6                             | 0                                   | 1                                   | 115.8                              |
| 080606     | Rio Tirúa                                        | 0                                  | Exorreica                          | Pacífico                           | Pluvial                            | 10.7                               | 22.4                               | 3.1                                | 1404.0                             | 0                                   | 0                                   | 408.7                              |
| 080607     | Isla Mocha                                       | 0                                  | Exorreica                          | Pacífico                           | Pluvial                            | 11.9                               | 21.8                               | 4.8                                | 1232.4                             | 0                                   | 0                                   | 50.7                               |

## Hidrología

### Red hidrográfica
Los cuerpos de agua considerados en esta categoría son:

### Caudales y régimen
Todas las cuencas tienen un régimen pluvial.

### Humedales
El Ministerio del Medio Ambiente no enlista humedales de tipo alguno en la zoona.

### Glaciares
El inventario público de glaciares de Chile 2022 no registra glaciares en la zona de las cuencas pertenecientes al ítem.

## Clima

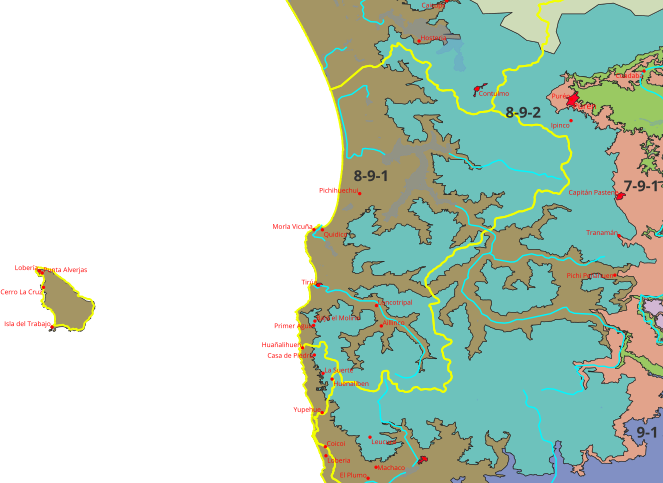
Distritos agroclimáticos en el ítem 089 del inventario BNA de cuencas de Chile según el Atlas agroclimático de Chile.

El Atlas agroclimático de Chile distingue dos distritos climáticos en la cuenca:
- 8-9-1 Templado cálido supratermal con régimen de humedad sub húmedo seco (Csb2Shs). La temperatura oscila entre un máximo de enero de 22,5 °C (máx de 26 °C y mín de 18,6 °C dentro del distrito) y un mínimo de Julio de 5,7 °C (máx de 6,5 °C y mín de 4,7 °C dentro del distrito). Tiene un promedio de 297 días consecutivos libres de heladas. En el año se registra un promedio de 3 heladas. El período de temperaturas favorables a la actividad vegetativa dura 9 meses. Registra anualmente 1.185 días grado y 443 horas de frío acumuladas hasta el 31 de Julio. La precipitación media anual es de 1.135 mm y un período seco de 5 meses, con un déficit hídrico de 465 mm/año. El período húmedo dura 5 meses durante los cuales se produce un excedente hídrico de 464 mm.
- 8-9-2 Templado cálido supratermal con régimen de humedad sub húmedo húmedo. La temperatura oscila entre un máximo de enero de 25,1 °C (máx de 28,8 °C y mín de 20,2 °C dentro del distrito) y un mínimo de Julio de 5,8 °C. (máx de 6,6 °C y mín de 4,6 °C dentro del distrito) Tiene un promedio de 304 días consecutivos libres de heladas. En el año se registra un promedio de 4 heladas. El período de temperaturas favorables a la actividad vegetativa dura 9 meses. Registra anualmente 1.266 días grado y 452 horas de frío acumuladas hasta el 31 de Julio. La precipitación media anual es de 1.587 mm y un período seco de 4 meses, con un déficit hídrico de 475 mm/año.El período húmedo dura 6 meses durante los cuales se produce un excedente hídrico de 882 mm.

Diagrama Walter Lieth para la ciudad de Tirúa, Región del Biobío, Chile.

Los diagramas Walter Lieth muestran con un área azul los periodos en que las precipitaciones sobrepasan la cantidad de agua que el calor del sol evapora en el mismo lapso de tiempo, (un promedio de 10 °C mensuales evaporan 20 mm de agua caída) dejando un clima húmedo. Por el contrario, las zonas amarillas indican que durante ese tiempo el agua caída puede ser evaporada por el calor del sol. El área gris señala meses muy húmedos.

## Áreas bajo protección oficial y conservación de la biodiversidad
El sistema de información y monitoreo de biodiversidad del Ministerio del Medio Ambiente de Chile registra a la reserva nacional Isla Mocha como un área protegida.